# Wes Hurley
Wes Hurley (Vladivostok, 25 de maio de 1981) é um diretor de cinema norte-americano, escritor e produtor, conhecido por suas contribuições contínua com teatro popular de Seattle, drag, intérpretes de cabaré e artistas, incluindo Waxie Moon, Sarah Rudinoff, Jinkx Monsoon, BenDeLaCreme, Jackie Hell, entre outras. Nascido e criado em Vladivostok, na Rússia, Hurley é conhecido por suas cooperativas em aumentar a conscientização sobre os direitos humanos na Rússia e por seus filmes cult, incluindo Waxie Moon, Waxie Moon in Fallen Jewel, Zolushka, Peter and the Wolf e a série popular Capitol Hill.
Em 2013, Hurley foi escolhido como um dos "artistas do ano" pela revista City Arts, junto com Megan Griffiths, Macklemore, Ryan Lewis e Jinkx Monsoon.
Estreou sua série de comédia original Capital Hill, no Huffington Post, em 2014.